# Christian Cabrol

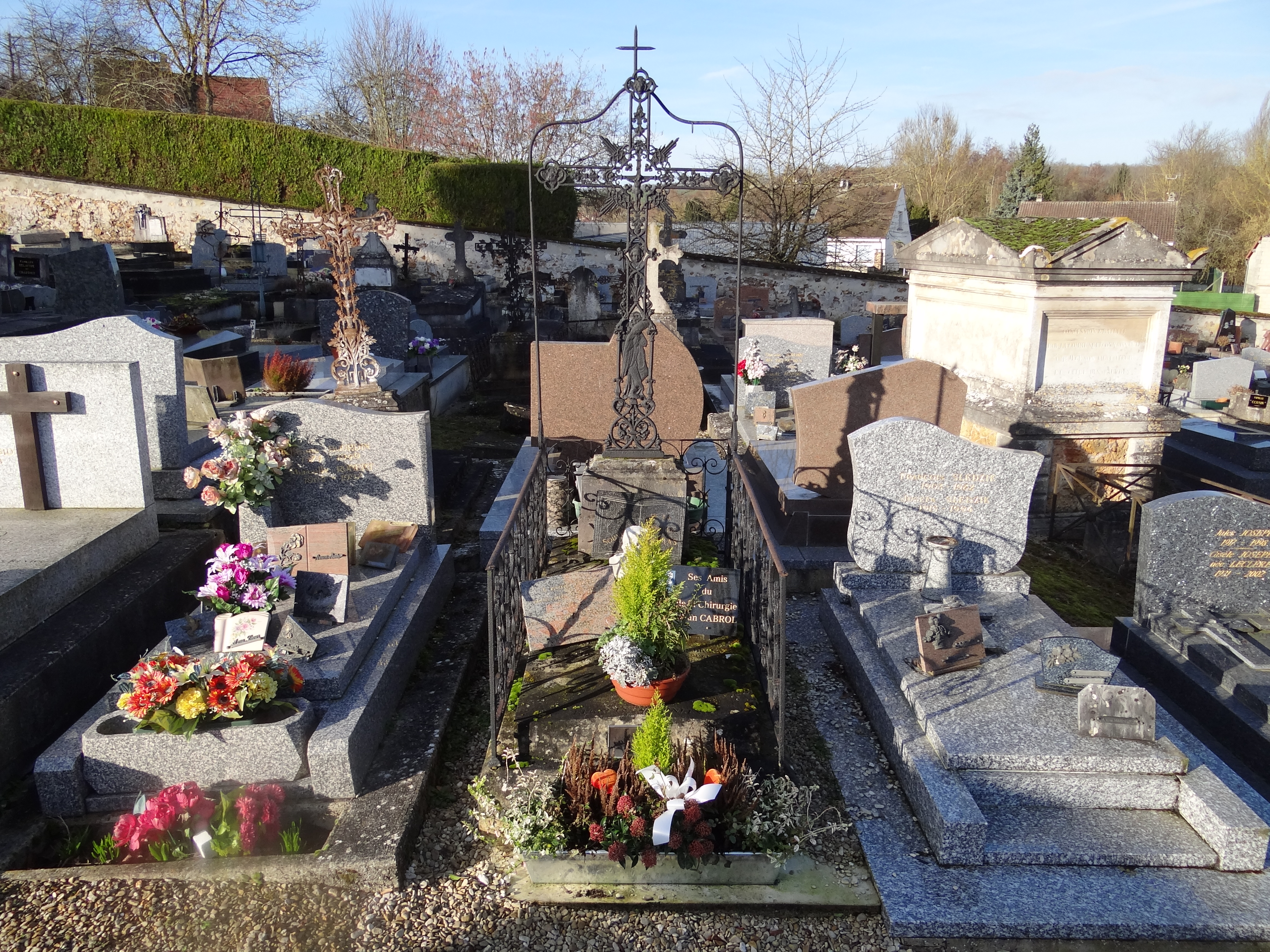
Cabrols grav

Christian Cabrol, född 16 september 1925 i Chézy-sur-Marne, död 16 juni 2017 i Paris var en fransk kirurg, pionjär inom hjärtkirurgi.
Christian Cabrol blev medicine doktor 1954 och professor i anatomi 1964. Han var chef på kirurgmottagningen på hôpital de la Pitié i Paris när han utförde den första hjärttransplantationen i Europa den 27 april 1968. Patienten var en 66 år gammal långtradarchaufför, Clovis Roblain, som dog 53 timmar senare av lungemboli.
Därefter var Cabrol Frankrikes främste hjärtkirurg. Han grundade och var chef på hjärtmottagningen på hôpital de la Pitié-Salpêtrière i Paris 1972–1990. År 1974 blev han professor i hjärtkirurgi. År 1982 utförde han Frankrikes första hjärt-lungtransplantation och 1986 landets första artificiella hjärttransplantation. Han skrev böcker om sina erfarenheter som kirurg och var ordförande i France Transplant, en organisation som främjar organdonation.
Christian Cabrol har också haft en karriär som politiker. Han satt i Paris kommunfullmäktige 1989–2008 och i Europaparlamentet 1994–1999.